# Chlamydomonas humicola
Chlamydomonas humicola là một loài tảo trong họ Chlamydomonadaceae, thuộc chi Chlamydomonas.